# کتاب اول

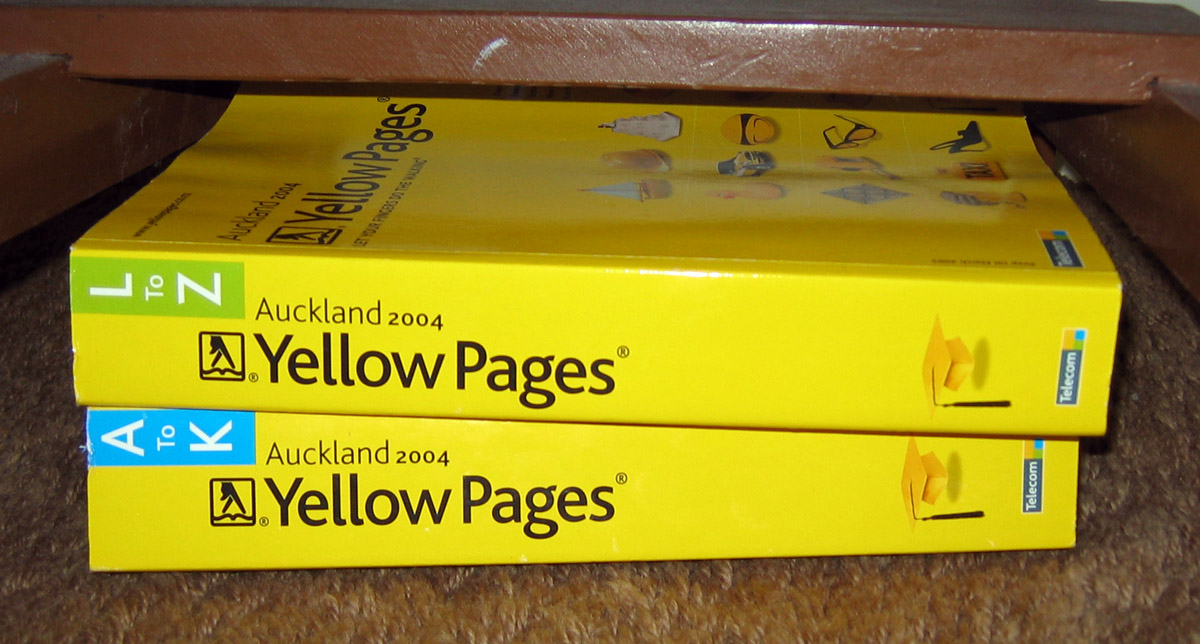
Auckland 2004 Yellow Pages

کتاب اول مجموعه‌ای از اطلاعات تجاری شهر تهران می‌باشد.
محتویات کتاب اول شامل بخشی از اطلاعات مراکز تجاری و خدماتی کلان‌شهر تهران، نقشه تهران، اطلاعات عمومی تهران و آگهی تبلیغاتی برخی از صاحبان مشاغل می‌باشد.

## تاریخچه کتاب اول
مجموعه کتاب اول در سال ۱۳۷۳ با الگوبرداری از کتاب‌های مشابه در دیگر کشورها همچون یلوپیجز (YellowPages)، به عنوان پروژه‌ای برای معرفی صاحبان مشاغل تهران، با نظارت شهرداری تهران کار خود را آغاز کرد. تبلیغات گسترده آن با سبک تبلیغات بسته و با حروف (ا.و.ب) در رسانه‌های تبلیغاتی معرفی گردید و در همین راستا نمایندگان کتاب اول برای جمع‌آوری اطلاعات تجاری و جذب پیام‌های بازرگانی صاحبان مشاغل، از طریق عملیات میدانی اقدام به مراجعه حضوری به مراکز تجاری تهران نمودند. پس از تولید و انتشار اولین دوره کتاب اول در سال ۱۳۷۵، این مجموعه به صورت شرکتی خصوصی و مستقل از شهرداری تهران مبدل گردید و فعالیت‌های خود را برای توسعه محصولات و روزآمد نمودن اطلاعات تجاری تهران ادامه داد. اما
با توجه به وسعت کلان‌شهری همچون تهران و سرعت زیاد تغییرات مشاغل در این شهر، پوشش دهی کامل اطلاعات تجاری تهران برای مجموعه کتاب اول امری ناممکن می‌باشد.
از مورخ ۲۸ دی ماه ۱۳۹۰، شرکت کتاب اول با راه‌اندازی وب‌سایت جدید خود به آدرس www.avval.ir و استفاده از تکنولوژی وب ۲ در وب‌سایت خود اقدام به اطلاع‌رسانی به کاربران خود نموده است. این وب‌سایت از مزایای زیادی همچون جستجوی چه چیزی؟ چه؟ کجا؟ که می‌توان هر موردی را در نقاط مختلف جغرافیایی و محلات شهری جستجو کرد، برخوردار است. از دیگر امکانات این وب‌سایت استفاده از نقشه جی آی اس می‌باشد که تقریباً یکی از دقیق‌ترین نقشه‌های شهر تهران می‌باشد. www.avval.ir/Map بایگانی‌شده  در ۴ فوریه ۲۰۱۲ توسط Wayback Machine

## محصولات کتاب اول
- کتاب اول بانک اطلاعات شهری (تهران)
- کتاب اول نقشه
- کتاب اول قشم
- کتاب اول کیش
- لوح فشرده کتاب اول
- کتاب «ن» بانک اطلاعات اهل قلم
- کتاب تخصصی بانک اطلاعات انفورماتیک
- کتاب تخصصی بانک اطلاعات پزشکی
- کتاب تخصصی بانک اطلاعات غذایی
- کتاب تخصصی بانک اطلاعات تأسیسات و ساختمان
- کتاب اول گردشگری
- سایت کتاب اول، بانک اطلاعات شهر تهران

## تاریخچه بین‌المللی کتاب زرد
مفهوم یلوپیچ یا همان صفحات زرد به سال ۱۸۸۳ می‌رسد. هنگامی که یک کارگر چاپخانه در آمریکا مجموعه‌ای از شماره تلفن‌ها را به جای کاغذ سفید بر روی کاغذ زرد چاپ کرد.
اما امروزه اصطلاح یلوپیچ در سطح جهانی مورد استفاده قرار می‌گیرد و در بسیاری از کشورهای جهان به عنوان یک دایرکتوری کامل و جامع از شماره تلفن کسب و کارهای مختلف به حساب می‌آید.
در بلژیک، اسلواکی، جمهوری چک، جمهوری ایرلند، هلند و رومانی صفحات زرد به عنوان کتاب اول شناخته می‌شوند. در اتریش و آلمان به عنوان Gelbe Seiten،
در سوئد به عنوان Gula Sidorna و در کشورهای دیگر نیز به عناوینی مشابه همین‌ها که ذکر شد، نامیده می‌شود. اما آنچه که مهم است، کاربرد یلوپیچ ها است.
یلوپیچ‌ها فهرستی از کسب و کارهای محلی براساس حروف الفبا و به صورت مجزا برای هر منطقه جغرافیایی به شهروندان ارائه می‌دهد.
عمده تمرکز و تقسیم‌بندی یلوپیچ‌ها طبق عرف و تاریخچه آن‌ها براساس شماره تلفن ها است؛ اما گاهی دیده می‌شود که برخی ناشران بر روی جمعیتی خاص یا کسب و کاری مشخص تمرکز می‌کنند.
یلوپیچ‌ها معمولاً سالیانه منتشر شده و به صورت رایگان نیز پخش می‌شوند. اکثراً لیستی ساده با کاربری آسان دارند و عمده راه درآمد آن‌ها از طریق تبلیغاتی است که به وفور در آن‌ها چاپ می‌شود و چه چیزی بهتر از این موقعیت برای صاحبین کسب و کار؟
مردم معمولی از یلوپیچ‌ها برای به دست آوردن اطلاعات کسب و کارهای مورد نیاز خود در سطح شهر استفاده می‌کنند و صاحبین کسب و کار و تجار نیز با استفاده از کادر تبلیغات موجود در آن، به عنوان محلی برای معرفی خود و تجارتی که به آن مشغول‌اند، استفاده می‌کنند.